# Xicanx
Xicanx é um neologismo e gênero neutro do inglês que se refere a pessoas de ascendência mexicana nos Estados Unidos. O sufixo ⟨-x⟩ substitui a terminação ⟨-o/-a⟩ de chicano e chicana, que são típicas do gênero gramatical em espanhol. O termo faz referência a uma conexão com a indigeneidade, a consciência descolonial, a inclusão de gêneros fora do gênero binário ocidental imposto pelo colonialismo e a transnacionalidade. Em contraste, a maioria dos latinos tende a definir-se em termos nacionalistas, como por um país de origem latino-americano (ou seja, "mexicano-americano").
Xicanx começou a surgir na década de 2010 e os meios de comunicação começaram a usar o termo em 2016. Seu surgimento foi descrito como reflexo de uma mudança dentro do movimento chicano. O termo às vezes tem sido usado para abranger todos os identificadores relacionados de latino/a, latin@, latinx, chicano/a, chican@, latino-americano ou hispânico, e para substituir o que tem sido chamado de termos colonizadores e assimilacionistas, como latino/a, mexicano-americano, mestiço e hispânico. Xicanx também tem sido usado algumas vezes para incluir pessoas colonizadas fora da ascendência mexicana, como pessoas da América Central e do Sul.

## Uso e pronúncia

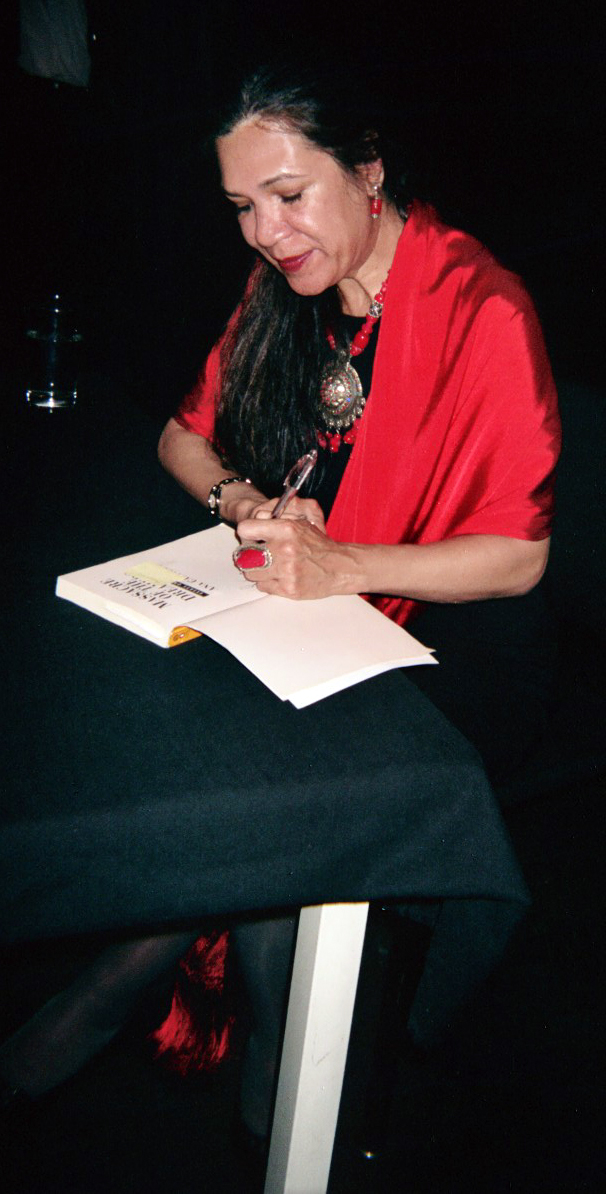
O X- em Xicanx alinha-se com seu uso em Xicanisma, desenvolvido por Ana Castillo (foto)

Semelhante a xicana e xicano, o significado do X- em xicanx também se reflete em Xicanisma, uma intervenção no feminismo chicana por Ana Castillo. Simboliza o encontro colonial dos colonizadores espanhóis e dos povos indígenas que deram origem ao nome de estado de México. Enquanto as grafias espanholas mais antigas do país apareciam como Méjico, o estado mexicano usou o X em referência aos mexicas em seu projeto de indigenismo. Jennie Luna e Gabriel S. Estrada escreveram que "esta reivindicação estatal do indigenismo era uma lógica racializada que favorecia a identidade mestiza moderna em vez de apoiar os pueblos náuatle e indígena vivos". Luna e Estrada citam povos indígenas do México que veem o Estado mexicano como um agente de violência e práticas assimilacionistas destrutivas nas suas comunidades. Reconhecendo essa violência estatal, Luna e Estrada argumentam que é importante desconstruir a noção de que o X está relacionado apenas ao povo mexica ou "Império Asteca" (que o estado mexicano centrou em seu projeto de indigenismo e que os nacionalistas chicanos centraram no movimento chicano), afirmando que "a língua náuatle existia antes que os mexicas migrassem para o sul, para o que é hoje a Cidade do México".
O uso contemporâneo do termo xicanx foi descrito como assumindo novos significados. Luna e Estrada afirmam que ele se transformou para "rejeitar o mexicacentrismo e, em vez disso, pode ser visto de uma perspectiva mais ampla, que abrange mais amplamente o uto-náuatle, o maia e outras famílias de línguas indígenas faladas nas Américas". Mariel M. Acosta Matos afirma que alguns falantes sugeriram pronunciar -x com seu valor fonético na língua maia (/ʃ/ ou 'sh'), onde xicanx é então pronunciado como Shi-kan-sh. O X pode ser percebido então como "um retorno simbólico ao uso e pronúncia do náuatle e do maia e, portanto, retém o potencial de recuperação indígena". Luna e Estrada argumentam que Xicanas, Xicanos e Xicanxs adotaram o X "não apenas como uma nova grafia, mas também como uma resistência consciente à posterior hispanização/colonização". Isso inclui o princípio Xicanisma de reinserir o feminino na consciência de alguém que foi subordinado pela colonização espanhola por meio da imposição da colonialidade de gênero.
A rejeição dessa colonialidade em xicanx põe em evidência a neutralidade de gênero, que é representada no segundo x em xicanx. Conforme observado por Acosta Matos, “o fato de o náuatle e as línguas maias não possuírem classes de gênero gramatical também influenciou a utilização de formas neutras de gênero” de terminologia. Como resultado, Acosta Matos argumenta que "o uso de -x revela a intersecção entre raça/etnia e políticas de gênero (gramaticais): ele 'simboliza' esforços para descolonizar a linguagem. Adotar e usar substantivos e pronomes neutros em termos de gênero resgata as línguas indígenas dos ativistas mesoamericanos, já que seus sistemas linguísticos não se conformam com o gênero gramatical conforme codificado em espanhol." Luna e Estrada se referem ao segundo x como uma representação "genderqueer indigenizada" que interrompe "a colonização e as hierarquias masculino/feminino" enquanto ainda reconhece que opera dentro de uma "construção parcialmente europeia da linguagem". Xicanx tem sido referido como um termo que "se aproxima de palavras, grafias e identidades mais indígenas".